# Eivind Astrup
Eivind Astrup (født 17. september 1871 i Christiania, død 27. december 1895 ved Hjerkinn) var en norsk opdagelsesrejsende og forfatter.
Astrup deltog i to af Robert Pearys ekspeditioner til Grønland. På den første var han med Peary og kortlagde Nordgrønland, på den anden kortlagde han Melville Bay på nordvestkysten af Grønland.
I sin tid fik Astrup en opmærksomhed i Norge på linje med den, som ellers kun blev Fridtjof Nansen og Roald Amundsen til del. Han blev tildelt St. Olavs Orden i en alder af 21 år og er den yngste, som har fået denne udmærkelse.

## Liv og virke

### Baggrund
Eivind Astrup var søn af grosserer Harald Astrup (1831–1914) og Emilie Johanne Smith (1836–1915), og broder til arkitekten Thorvald Astrup og grosserer Sigurd Astrup (1873–1949).
I 1889 tog Eivind Astrup handelseksamen i Kristiania og rejste der efter til Philadelphia for videre studier. Den eventyrlystne unge gut drømte om at foretage opdagelsesrejser i Afrika, men efter, at han så en avisartikel, som fortalte, at Robert Peary planlagde en ekspedition til Nordgrønland, tog han kontakt og fik plads på ekspeditionen.

### 1891–1892
Under ekspeditionen i 1891–1892 stiftede Astrup bekendtskab med etah-inuitterne, og af dem lærte han meget om overlevelsesteknikker i et ekstremt miljø.
Astrup ledsagede Peary på slæderejsen fra vinterkvarteret i Inglefield Gulf og over Nordvestgrønlands indlandsis til Navy Cliff ved Independence-fjorden. De tilbagelagde mere end 2.000 km, fire gange så langt som Fridtjof Nansen på den berømte tur over langt sydligere dele af Grønland fire år tidligere. Peary og Astrup kortlagde de hidtil ukendte nordvestlige områder af Grønland og kunne som de første fastslå, at Grønland er en ø. Turen var for knapt rationeret, men en vellykket moskusjagt reddede dem.
Tilbage i Norge blev Astrup mødt med stor hæder og opmærksomhed. I 1892 fik han St. Olavs Orden, han var da blot 21 år gammel og er fortsat den yngste, som har fået udmærkelsen. Astrup skrev en række avisartikler og essays og holdt godt besøgte foredrag mange steder på Østlandet. Nansen blev Norges første polarhelt efter at have krydset Grønlandsisen i 1889, nu var Astrup blevet den anden.

### 1893–1894
På ekspeditionen i 1893–1894 blev Astrup syg og deltog ikke på Pearys rejse over indlandsisen, som ellers blev en fiasko på grund af sygdom, forfrysninger og dårlig vejr. I april 1894 foretog Astrup og vennen Kolotengva i stedet en slædetur for at kortlægge nordsiden af Melville Bay, og dette blev det eneste synlige resultat af Pearys anden ekspedition. Svækket af sygdommen afbrød Astrup ekspeditionen og vendte tilbage til Norge – også denne gang blev han modtaget som en helt. Royal Geographical Society i London hædrede Astrup ved at tildele ham årets Murchison Award for kortlægningen af Melvillebugten.

### Blandt nordpolens naboer
Astrups bog Blandt nordpolens naboer Arkiveret 26. december 2015 hos  Wayback Machine, som forelå i begyndelsen af december 1895, omhandler både ekspeditionerne og skildrer de lokale inuitter. Bogen fik strålende anmeldelser og blev meget populær. Den blev genudgivet i 1896, 1950, 1990 og 2004 og kom på på engelsk i 1898 og tysk i 1905. Astrup var en udmærket skribent, og da han til forskel fra Nansen og Amundsen kunne skildre et folk uden megen tidligere kontakt med europæere, giver bogen et interessant indblik i inuitternes traditionelle teknologi, levevis og livsanskuelse.

### Sygdom og død
Astrup skrev i sin bog, at han under den anden ekspedition blev meget syg af fordærvet pemmikan: "Under vort ophold ved depotet blev jeg, i lighed med hvad der allerede den foregaaende høst under slædearbeidet paa indlandsisen var hændt mig, paavirket af vor ikke meget tidsmæssige pemmican paa en saa uheldig maade, at jeg ikke fandt det raadeligt at deltage i reisen." Roald Amundsen noterede i sin dagbog, at Frederick Cook havde fortalt ham, at Astrup kunne have pådraget sig syfilis på Grønland. Cooks oplysninger kom imidlertid via flere led og var holdt i en vag form. Efter som etah-inuitterne havde haft relativt lidt kontakt med hvide mennesker før, Peary kom, er det lidet troligt, at de var smittede af sygdommen. Ifølge Amundsen var Astrups udkårede Kolotengvas kone, Tongvingva, men ægteparret ser ud til at have været friske og fik mange børn sammen, så den mest sandsynlige forklaring er, at Astrup fik tyfusfeber af den fordærvede pemmikan.
Astrup gik med planer om ekspeditioner både til Arktis og Antarktis – han var for eksempel en af de første, som foreslog ballonrejser over Nordpolen – men sygdommen forhindrede ham i at realisere planerne, hvilket han tog meget tungt. Der er også fremført en række andre årsager til, at hans livssituation var blevet vanskelig.
Julen 1895 rejste Astrup til Hjerkinn, og den 27. december gik han alene ud på en skitur over Dovre, angiveligt for at møde nogen venner ved Atna. Da han ikke gav livstegn fra sig, blev der organiseret en eftersøgningsaktion og den 21. januar 1896 blev han fundet død 4 kilometer fra Hjerkinn. Liget blev ikke obduceret, og meget taler for, at dødsårsagen blev forsøgt hemmeligholdt, men aviserne Politiken, Dagens Nyheter og Svenska Dagbladet skrev åbent, at alt talte for selvmord og ikke et fald mod en sten, som var den officielle forklaring. Terrænet, han blev fundet i, er for let til, at et fald er sandsynligt, der var meget blod på ansigtet, klæder og i den omkringliggende sne, og lensmanden, som kiggede på liget under transporten, skrev om et mistænkeligt hul på venstre side af hovedet. Bygdefolk, som var til stede, da han blev fundet, mente at have set, at en revolver blev samlet op, pakket ind og givet til Astrups broder, som blev bedt om at gemme genstanden.
Nyheden om dødsfaldet førte nærmest til landesorg i Norge, og en stor folkemængde fulgte med, da Eivind Astrup blev gravlagt på Vår Frelsers gravlund i Kristiania den 27. januar 1896.

## Betydning
Astrup bidrog til at udvikle teknikkerne for udforskning af polare strøg ved, at han fragtede udstyr på hundeslæder og selv gik på ski. Skiløb havde han lært under opvæksten, og slædehundekørsel lærte han af inuitterne, for dem var skiløb ukendt. Roald Amundsen holdt Astrup som det største ideal inden for udforskningen af polområderne og forstod, at Astrup og Pearys måden, hvorpå de tog sig frem i polare egne, var overlegen. Således kan man sige, at Eivind Astrup var med til at skabe forudsætningen for, at Amundsen blev den første til at nå Sydpolen.
Astrup fik tilsendt fem grønlandshunde, som han indkvarterede på Brannskjæret yderst i Frognerkilen, og han blev den første, som kørte med slædehunde i Norge.

## Eftermæle
Nansen erobrede den udiskutable førsteplads som Norges polarhelt umiddelbart efter, at han kom tilbage fra Fram-ekspeditionen i 1896, og det blev tydeligt, at Astrup havde fået opmærksomheden i Nansen fravær. Alligevel blev Astrup aldrig helt glemt, der er rejst flere mindesmærker til hans ære og en række geografiske steder bærer hans navn.
En stor mindesten blev rejst ved Holmenkollen den 15. august 1896, men blev i 1990 flyttet til Frognerseteren for at give den en mere fremtrædende plads.
I lokalmiljøet ved Hjerkinn holdes mindet om Astrup og hans tragiske død levende, og bygdefolk rejste i 1896 eller 1897 en mindestøtte over ham på stedet, hvor han blev fundet. Støtten væltede senere, men lokale kræfter genrejste den i september 2009.
Den 4. august 1909 blev det afsløret en mindeplade over Astrup på Nordgrønland. Den dansk-inuitiske grønlandsfarer Knud Rasmussen holdt tale under afsløringen og fremhævede det gode minde, som inuitterne havde om Astrup. I august 2010 blev der rejst et mindesmærke ved Knud Rasmussens hus i Qaanaaq.
På Grønland findes Astrups Kystland og Astrups Ø, begge i Melville Bay. Videre Astrup Fjord i Indepencence Bay og Astrup Bræ. I Oslo findes Eivind Astrups gate og i Bergen Eivind Astrups vei.
Astrup gav sin slæde som afskedsgave til Kolotengva, men efter Astrups død ville han ikke bruge den mere og byttede slæde med Ludvig Mylius-Erichsen. Senere gav Mylius-Erichsen slæden til Etnografisk Museum, hvor den nu opbevares. Slæden, Astrup fik bygget for træning af sine importerede grønlandshunde, opbevares på skimuseet i Holmenkollen.